# Lanaudière
Lanaudière ist eine Verwaltungsregion (französisch région administrative) im Süden der kanadischen Provinz Québec. Sie ist weiter in sechs regionale Grafschaftsgemeinden (municipalités régionales de comté) sowie 72 Gemeinden, Reservate und gemeindefreie Gebiete unterteilt. Sitz der Verwaltung ist Joliette.
Die Einwohnerzahl beträgt 494.796 (Stand: 2016).
2011 betrug die Einwohnerzahl beträgt 469.916 und die Landfläche 12.313,3 km², was einer Bevölkerungsdichte von 38,2 Einwohnern je km² entsprach. 98,8 % der Einwohner sprachen Französisch und 0,7 % Englisch als Hauptsprache.
Im Norden und Osten grenzt Lanaudière an die Verwaltungsregion Mauricie, im Südosten an Centre-du-Québec, im Süden an Montérégie, im Südwesten an Laval und Montreal, im Westen an Laurentides.

## Gliederung
Regionale Grafschaftsgemeinden (MRC):
- D’Autray
- Joliette
- L’Assomption
- Les Moulins
- Matawinie
- Montcalm

Reservat außerhalb einer MRC:
- Manawan